# Kadua foggiana
Kadua foggiana är en måreväxtart som först beskrevs av Francis Raymond Fosberg, och fick sitt nu gällande namn av Warren Lambert Wagner och David H. Lorence. Kadua foggiana ingår i släktet Kadua och familjen måreväxter. Inga underarter finns listade i Catalogue of Life.